# 18. Klavierkonzert (Mozart)
Das 18. Klavierkonzert in B-Dur, KV 456 ist ein Klavierkonzert von Wolfgang Amadeus Mozart. Nach einer abweichenden Zählung ist es das 12. Klavierkonzert des Komponisten.

## Entstehung
Das 18. Klavierkonzert entstand, wie seine Vorgänger, im Jahr 1784 in Wien. Er schrieb dieses Werk mit großer Wahrscheinlichkeit für die Pianistin Maria Theresia Paradis, Leopold Mozart meinte, er hätte es „für die Paradis nach Paris gemacht“. Das Konzert wird zu den sogenannten Militärkonzerten gezählt, da es mit einem marschartigen Hauptthema im ersten Satz beginnt. Das Konzert erinnert an manchen Stellen an Mozarts eigene Oper Die Entführung aus dem Serail von 1782. Weiterhin scheint es in manchen Passagen von Johann Christian Bachs bekanntem Konzert in B-Dur inspiriert zu sein.

## Zur Musik

### 1. Satz: Allegro vivace
Der Hauptsatz beginnt mit einem zurückhaltend und nicht tutti vorgetragenen Thema im Marschrhythmus. Erst die sich zeitweise nach Moll wendende Überleitung zum zweiten Thema bringt das Orchestertutti. Die Soloexposition des Klaviers beginnt ohne Entrée mit dem Hauptthema. Zwischen den beiden Themen kommt es zum Einsatz eines vermittelnden Themas, welches kein drittes eigenständiges Thema, sondern eher eine phantasievolle Überleitung darstellt. Die Durchführung beginnt mit einem neuen Gedanken an, bevor einige Motive aus der Exposition verarbeitet werden. Erneut stellt die Reprise keine wortgetreue Wiederholung der Exposition dar, sondern lässt dem Hauptthema durch das Soloklavier neue Zusätze hinzufügen. Die nun folgende Solokadenz verarbeitet ebenfalls Motive aus dem Hauptthema und wirkt insgesamt weniger virtuos, als die Kadenzen einiger vorangegangener Konzerte.

### 2. Satz: Andante sostenuto
Das Andante stellt einen tiefgehenden Variationssatz in g-Moll dar. Die Einleitungstakte des Hauptthemas zitieren die Arie Nr. 10 der Konstanze: Traurigkeit ward mir zum Lose aus der Oper Die Entführung aus dem Serail. Das Klavier beteiligt sich nicht an der Vorstellung des Themas, sondern setzt mit der ersten Variation ein. Mit einem repetitiven Moment umspielt das Soloklavier die innige Melodie. Ab der zweiten Variation wird die jeweilige Wiederholung der Variation ebenfalls variiert, wie des im Finalrondo des 17. Klavierkonzertes schon der Fall ist. Das Klavier umspielt das Thema nun mit aufwändigen Figurationen. Die dritte Variation stellt nun den dramatischen Höhepunkt des Satzes und des gesamten Konzertes dar. In schweren Forte-Mollakkorden des Orchestertuttis wird das Thema umrissen, begleitet von einem aufgewühlten Bass in schnellen Aufwärtsbewegungen. Das Klavier antwortet jeweils mit einer beruhigenden, innigen Geste. Es herrscht hier eine vollständige Tutti-Solo-Abwechslung. Die Variation endet piano in Dur und leitet damit zur vierten Variation über. Diese steht in G-Dur und wird von den Bläsern eingeleitet. Hier wird das Thema deutlich verkürzt und auf zweimal acht Takte reduziert. In der letzten Variation kehrt das g-Moll zurück, hier wird das Thema stark umspielt. Anstatt eines Wiederholung der Variation folgt eine ausgedehnte Coda, welche den ergreifenden Satz beendet.

### 3. Satz: Allegro vivace
Das Finalrondo beginnt mit einem vergnügten Thema des Soloklaviers. Das Orchester nimmt dieses Refrainthema schnell auf und führt es vollständig aus. Es folgt ungewöhnlicherweise ein neues Thema des Soloklaviers, welches aber nicht das erste Couplet darstellt. Erneut kann man hier von einem komplementären ersten Thema sprechen. Das erste Couplet wird dann in F-Dur ausgeführt. Harmonisch interessant ist das zweite Couplet, welches in h-Moll, in chromatischer Relation zur Grundtonart B-Dur steht. Die Bläser spielen hier zunächst im 6/8 Takt, wechseln dann aber in den 2/4 Takt, wobei Streicher und Klavier vorerst im alten Takt bleiben, weshalb es zu konkurrierender Rhythmik zwischen Klavier und Orchester kommt. Nach der regelgerechten Wiederholung von Refrain und ersten Couplet, folgt eine ausgelassene Solokadenz, welcher anspruchsvoller ist, als ihre Entsprechung im ersten Satz. Der Satz endet mit einem Schlussritornell, welches von Klavier und Orchester gemeinsam bestritten wird.

## Stellenwert
Das 18. Klavierkonzert bringt nicht so viele Neuerungen und Besonderheiten wie das vorhergehende 17. Klavierkonzert. Das Werk gehört zu den sogenannten Militärkonzerten, da es ein marschartiges Hauptthema im ersten Satz aufweist. Ähnlich wie das nachfolgende 19. Klavierkonzert oder in abgeschwächter Form das 16. Klavierkonzert. Die Instrumentierung in diesem Konzert ist äußerst abwechslungsreich. Der Orchesterapparat wird auf vielfältige Art und Weise zusammengesetzt und die längst obligaten Bläser stellen an einigen Stellen wieder einen dritten Klangkörper dar. Auffällig ist das Zitat aus einer Arie von Die Entführung aus dem Serail im zweiten Satz. Dieser zutiefst inwendige und emotionale Satz erinnert also einerseits an Mozarts Vergangenheit. Andererseits weist er aber in verschiedenen melodischen Wendungen bereits auf Ludwig van Beethoven. Das Finalrondo wartet mit einer harmonischen Neuerung in der Musik Mozarts auf. Erstmals besteht eine chromatische Relation zwischen den Sätzen, was zu dieser Zeit äußerst selten war und nur in Einzelfällen bei Carl Philipp Emanuel Bach und Joseph Haydn vorkam. Das h-Moll des Rondos ist chromatisch die erhöhte Stufe der B-Dur-Grundtonart des Konzertes. Im Lauf der Musikgeschichte wird das Arbeiten mit chromatischen Relationen zwischen den Sätzen sich durchsetzen.